# Pusiano
Pusiano (lombardul: Pusian) település Olaszországban, Lombardia régióban, Como megyében. Lakosainak száma 1313 fő (2023. január 1.). Pusiano Canzo, Eupilio és Cesana Brianza községekkel határos.

## Népesség
A település lakossága az elmúlt években az alábbi módon változott:
| Lakosok száma | 1367 | 1373 | 1313 |
|               | 2017 | 2018 | 2023 |